# Bizibi
Bizibi est une société française de production et distribution de films.

## Présentation
Bizibi est créé en 1998 et produit des films français et étrangers. La société et aujourd'hui dirigée par Emmanuel Agneray. Bizibi a produit plus d'une cinquantaine films.

## Filmographie partielle
Quelques uns des films produits par Bizibi et leur date de production  :
- Petits Enfers (1998)[3]
- Le simple M (1999)
- Pola à 27 ans (2001)
- Mon trésor (2004)
- Vous êtes de la police ? (2006)
- Jaffa (2008)
- Une chanson dans la tête (2008)
- Les Voisins de Dieu (2011)
- Mariage à Mendoza (2012)
- Twaaga (2013)
- L'Hachouma (La Honte) (2014)
- Vengeance et terre battue (2014)
- Loin de mon père (2014)
- Slim the man (2015)
- Le Grand Jeu (2015)
- Persona non grata (2018)
- Alice et le Maire (2019)